# Actaea petalifera
Actaea petalifera es una especie de crustáceo decápodo de la familia Xanthidae.